# قرار مجلس الأمن التابع للأمم المتحدة رقم 2001
قرار مجلس الأمن التابع للأمم المتحدة رقم 2001، المتخذ بالإجماع في 28 تموز (يوليو) 2011، بعد الإشارة إلى جميع القرارات السابقة بشأن الوضع في العراق، بما في ذلك القرارات 1500 (2003)، 1546 (2004)، 1557 (2004)، 1619 (2005) و1700 ( 2006) و1770 (2007) و1830 (2008) و1883 (2009) و1936 (2010)، مدد المجلس ولاية بعثة الأمم المتحدة لمساعدة العراق لفترة أخرى مدتها سنة واحدة.
تمت صياغة القرار من قبل الولايات المتحدة.

## القرار

### أعمال
وقد تم تمديد ولاية بعثة الأمم المتحدة لمساعدة العراق والممثل الخاص لمدة عام واحد وستتم مراجعتها في نهاية تلك الفترة أو قبل ذلك إذا طلبت الحكومة العراقية ذلك. وتم التأكيد على أمن أفراد بعثة الأمم المتحدة لمساعدة العراق من أجل تنفيذ البعثة لعملها، ودُعيت الحكومة العراقية والدول الأخرى إلى تقديم الدعم للأمم المتحدة في البلاد. وأعرب المجلس عن تقديره للجهود التي تبذلها البلدان التي قدمت موارد مالية ولوجستية وأمنية لبعثة الأمم المتحدة لمساعدة العراق.
أخيرًا، اختتم القرار بمطالبة الأمين العام بان كي مون بتقديم تقرير كل أربعة أشهر عن التقدم الذي تحرزه بعثة الأمم المتحدة لمساعدة العراق في الوفاء بمسؤولياتها.

## روابط خارجية
- نص القرار في undocs.org